# Livre des Causes
Le Livre des Causes, aussi fréquemment appelé par son nom latin, le Liber de Causis, est un texte de philosophie et principalement de métaphysique dont l'auteur (probablement grec ou arabe) est incertain. Son contenu est proche de celui des Éléments de Théologie de Proclus et semble parfois les commenter. Comme la Consolation de la philosophie de Boèce et les ouvrages de Denys l'Aréopagite, il marqua profondément la philosophie médiévale d'une influence néoplatonicienne.

## Histoire et paternité
Le titre du Livre des Causes était en arabe Kitāb ul-īḍāḥ li-Arisţūţālis fi'l-khayri'l-maḥd, ce qui signifie « le livre d'Aristote de l'explication du bien pur ». Cette attribution erronée fait de son auteur un Pseudo-Aristote.
C'est dans le contexte de la traduction de nombreux ouvrages arabes à la demande de Raymond de Sauvetat, archevêque de Tolède, à partir de 1150, qu'il fut pour la première fois traduit en latin, soit par Gérard de Crémone soit par l'un de ses proches (comme Jean de Séville ou Abraham ben David Halevi), sous le nom de Liber Aristotelis de expositione bonitatis purae, titre signifiant sensiblement la même chose que sa version précédente. Cette traduction fut sans doute révisée par Dominique Gundissalvi.
Le Livre des Causes fut d'abord commenté comme une œuvre d'Aristote, jusqu'à ce que Thomas d'Aquin, qui disposait des Éléments de Théologie de Proclus traduits par Guillaume de Moerbeke en 1268, comprenne qu'il s'agissait en fait d'une adaptation de ces derniers, « en particulier parce que tout ce qui est contenu dans ce livre [i.e. : le Livre des Causes] est contenu de façon plus complète et plus élaborée dans l'autre ». Dès lors, son nouvel auteur présumé fut Proclus.
Outre celui de Thomas d'Aquin, le Livre des Causes reçut de nombreux commentaires médiévaux, notamment par Albert le Grand, Roger Bacon, Siger de Brabant, Gilles de Rome et le Pseudo Henri de Gand. Par la suite, il influença de nombreux autres penseurs, comme Dante et Maître Eckhart.
Aujourd'hui, on considère souvent que le Livre des Causes a été composé à Bagdad au IXe siècle par un anonyme du cercle intellectuel d'al-Kindi à partir d'extraits de Plotin et de Proclus,, mais il semblerait en fait que son auteur soit Abraham Ben Levi Ibn David lui-même, au XIIe siècle, Albert le Grand évoquant un certain David et d'éventuelles références à Avicébron ayant été trouvées dans le texte.

## Traductions
- Texte latin et traduction en français par P. Magnard, O. Boulnois, B. Pinchard, J.-L. Solère, in La Demeure de l'être. Autour d'un anonyme, Vrin, 1990.